# Accidente ferroviario de Bad Aibling
El accidente ferroviario de Bad Aibling (en alemán: Eisenbahnunfall von Bad Aibling) se produjo en Bad Aibling, Baviera (sureste de Alemania), el 9 de febrero de 2016, cuando dos trenes de pasajeros se vieron involucrados en una colisión frontal. Al menos once personas murieron y alrededor de 85 personas resultaron heridas, 24 seriamente.

## Accidente
El accidente se produjo poco después de las 06:48 CET (05:48 UTC) de la mañana. Nueve personas murieron, alrededor de 100 resultaron heridas; quince en estado crítico y otras 50 en estado grave.
El accidente ocurrió en las vías del ferrocarril del valle del río Mangfall (en alemán: Mangfalltalbahn) cerca de las obras de alcantarillado de Bad Aibling. Los dos trenes eran unidades múltiples Stadler Flirt, que operan bajo la marca "Meridian" de la empresa Bayerische Oberlandbahn (BOB), parte de Transdev. La unidad de seis vagones que se dirigía hacia el este era el ET 325 y la unidad de tres vagones que se dirigía hacia el oeste era el ET 355. Entre los dos trenes hay tres registradores de eventos ferroviarios.

## Investigación
La Agencia Alemana de Investigación de Accidentes Ferroviarios (Eisenbahn-Unfalluntersuchungsstelle des Bundes) abrió la investigación 04/2016 del accidente. La causa de este accidente aún no está clara. La policía alemana abrió una investigación separada. Por la tarde del 9 de febrero de 2016, el ministro Federal de Transporte Alexander Dobrindt informó que dos de los tres registradores de eventos de los trenes se habían recuperado. El tercero todavía estaba ubicado en uno de los vagones del tren; fue encontrado el 12 de febrero.